# Schizembia callani
Schizembia callani is een insectensoort uit de familie Anisembiidae, die tot de orde webspinners (Embioptera) behoort. De soort komt voor in Trinidad en Tobago.
Schizembia callani is voor het eerst wetenschappelijk beschreven door Ross in 1944.